# المتحف السلوفاكي الشرقي
المتحف السلوفاكي الشرقي يقع في مدينة كوشيتسه، وهو أحد أقدم متاحف سلوفاكيا أسس في سنة 1872. أنشأ المبنى الحالي في بدايات القرن العشرين على طراز عصر النهضة الجديد. وهو أول مبنى في المدينة يصمم ليكون متحفا. تعتلى تماثيل لبرسيوس وفولكان (إلهين إغريقيين) واجهة المبنى.

## معرض صور

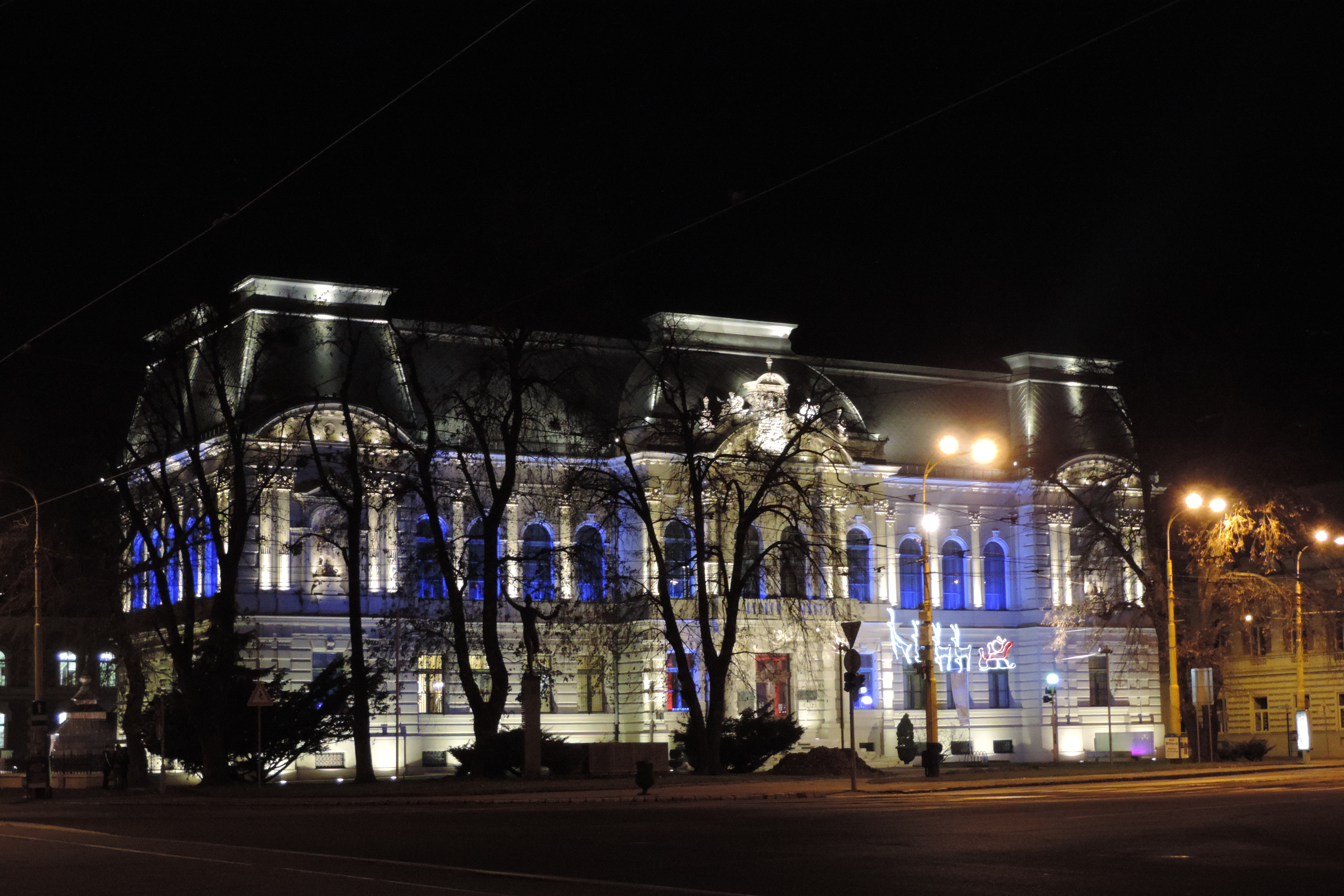
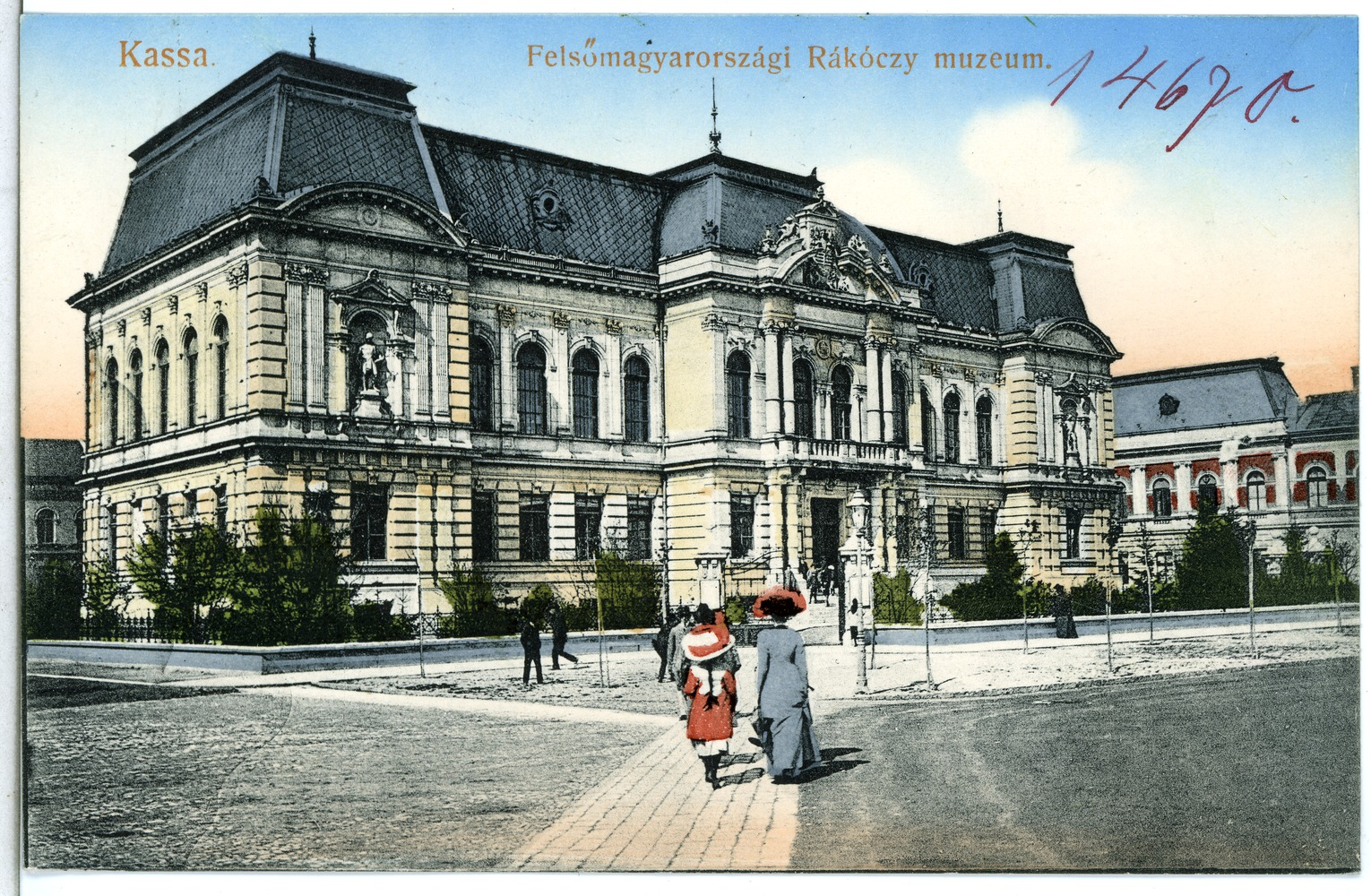
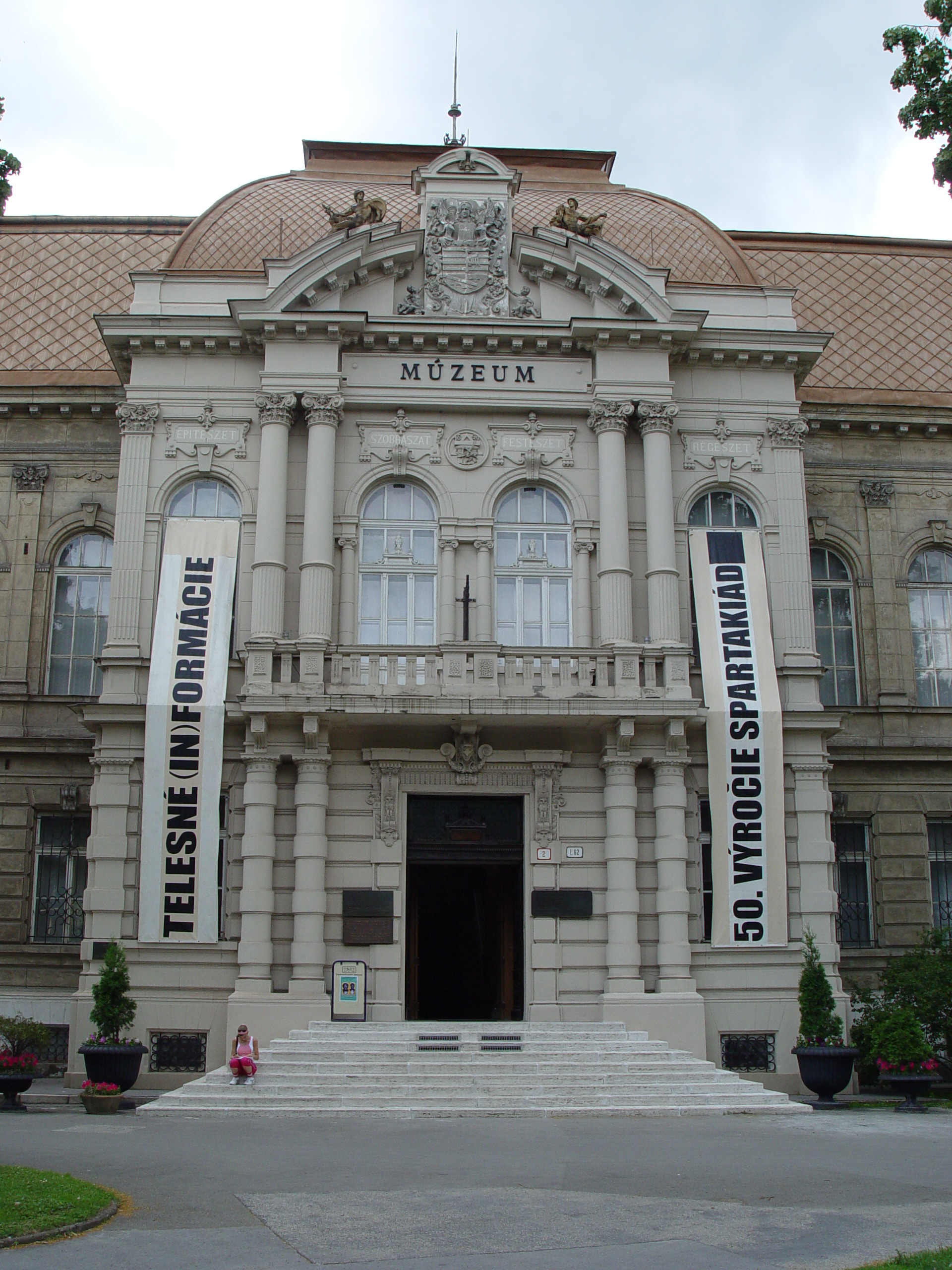
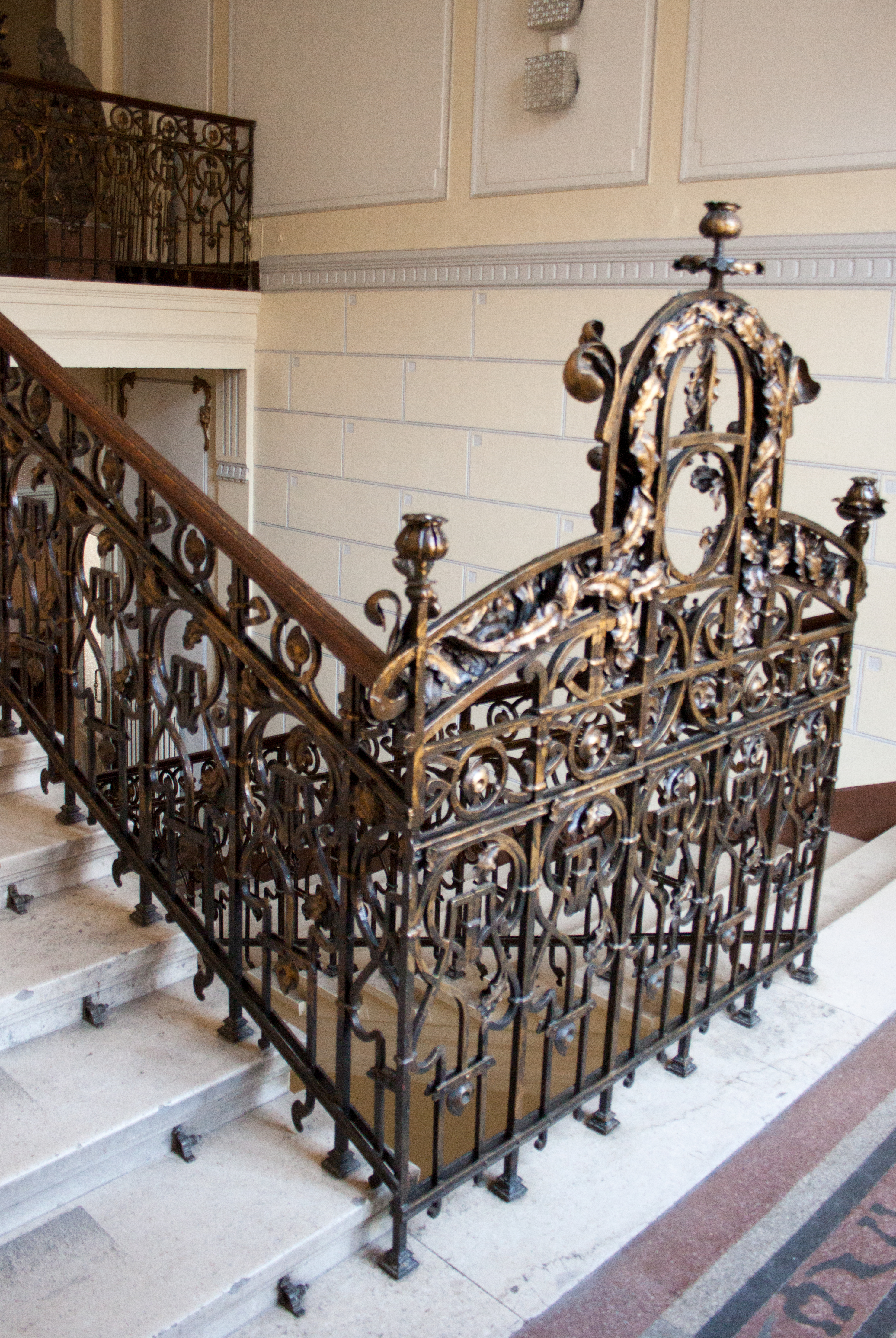
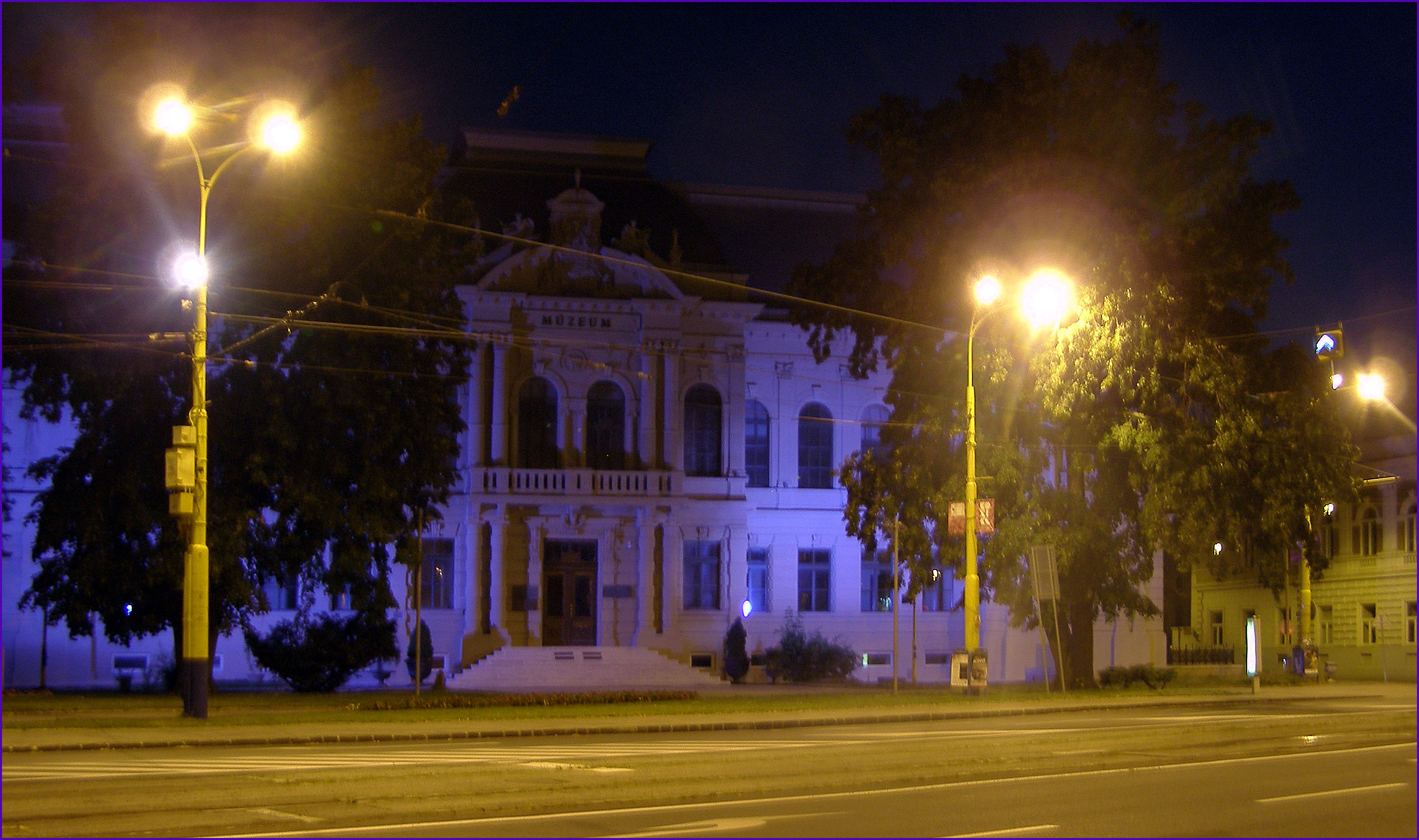